# Morstadt Verlag
Der Morstadt Verlag ist ein Verlagshaus in Kehl.

## Geschichte
Im Jahre 1863 gründete August Morstadt eine Zeitungs- und Akzidenzdruckerei.
Von 1863 bis 1978 war Morstadt der Verleger der Kehler Zeitung, die dann an die Druckerei Reiff in Offenburg (Verlag des Offenburger Tageblatts) überging.
Von der Gründung 1863 bis 1944 wurde die Zeitung im eigenen Hause gedruckt. Von 1944 bis 1953 ruhte der gesamte Geschäftsbetrieb, weil die französische Besatzungsmacht der Kehler Bevölkerung und den Kehler Betrieben die Rückkehr in ihre Stadt verboten hatte. Erst 1953, nach dem endgültigen Verzicht Frankreichs auf einen rechtsrheinischen Brückenkopf, konnte ein Wiederaufbau begonnen werden, die Druckerei war weitgehend zerstört. Von da an wurde auf der Reiff'schen Zeitungsrotation in Offenburg gedruckt, bis 1978 die Zeitung an Reiff verkauft wurde.
Karl Morstadt, Prinzipal nach dem Ersten Weltkrieg, konnte eine Enteignung der Zeitung durch die Nationalsozialisten nur abwenden, indem er die Geschäftsführung der Firma an seinen Schwiegersohn abgab. Grund für die nationalsozialistischen Übergriffe dürfte in erster Linie sein Engagement als Freimaurer gewesen sein. Auch wirtschaftliche Motive sind zu vermuten, es sind viele Fälle von Zeitungsenteignungen dokumentiert, bei denen es augenscheinlich nur um Wegnahme eines guten Geschäftes ging.
Nach dem Zweiten Weltkrieg baute Morstadt unter Leitung Otto Foshags neben der Zeitung systematisch auf Druckaufträge des Europarates in Straßburg, die bis zum Ende der Druckaktivitäten die Druckerei auslasteten. Darüber hinaus wurde Morstadt Herausgeber des örtlichen Fernsprechverzeichnisses.
Wie viele mittelständische Druckereien gab Morstadt auch von Anfang an Bücher heraus. In den 1970er Jahren baute Fritz Foshag diesen Buchverlag aus, verstärkt nach Abgabe der Kehler Zeitung an Reiff. Der Verlag spezialisierte sich zu einem Zeitpunkt auf Alsatica, als links und rechts des Rheines das Interesse für die besondere Geschichte des Elsass sich verstärkte und zu einem regen geistigen Austausch über die Grenze führte.
Recht früh gelang mit Jean Egens Linden von Lautenbach ein großer Erfolg, der bis heute anhält. Ein weiterer bedeutender Autor ist Raymond Matzen.
Seit Mitte der 1980er Jahre wird das Verlagsprogramm durch Reiseführer ergänzt.
Im Jahr 2000 übernahm Michael Foshag den Verlag. Seit dieser Zeit betreut und verlegt der Verlag auch das Allgemeine deutsche Kommersbuch. So konnte Morstadt nach dem Ende des alteingesessenen Lahrer Hauses Moritz Schauenburg eine fast einhundertfünfzigjährige Tradition aufrechterhalten.
Das Kommersbuch und damit verwandte Artikel (Studentica) sind ein eigenständiger Bereich der Verlagsarbeit.
Die Bindungen an Frankreich und das Elsass wurden durch eine Kooperation mit dem großen französischen Verlag „Editions Ouest-France“ vertieft, deren Reiseführer Morstadt jetzt für Deutschland im Programm führt.

## Geschäftsfelder
Der Verlag arbeitet heute in drei Geschäftsfeldern:
- Alsatica/Belletristik/Reiseführer
- Allgemeines deutsches Kommersbuch
- örtliches Telefonbuch Kehl und Umgebung